# Éclipse lunaire du 16 juillet 2019
| Éclipse partielle de Lune du 16 juillet 2019                                                                                | Éclipse partielle de Lune du 16 juillet 2019 |
| --- | -------------------------------------------- |
| Image proche du maximum de l'éclipse, vue de Tilehurst (Angleterre) à 21 h 30 UTC.                                          |                                              |
| La Lune passe d'ouest en est (droite à gauche) dans l'ombre de la Terre. Le nord de l'écliptique (trait jaune) est en haut. |                                              |
| Gamma | -0,6430                                      |
| Magnitude | 0,6531                                       |
| Localisation | Océan Atlantique, Afrique, Océan Indien      |
| Saros (membre de la série)                                                                                                  | 139 (22 sur 81)                              |
| Durée (h:min:s) |                                              |
| Phases partielles | 2 h 57 min 56 s                              |
| Phases pénombrales | 5 h 33 min 43 s                              |
| Contacts (UTC) |                                              |
| P1 | 18:43:53                                     |
| U1 | 20:01:43                                     |
| Maximum | 21:30:44                                     |
| U4 | 22:59:39                                     |
| P4 | 0:17:36 (le 17 juillet)                      |
| |                                              |

L'éclipse lunaire du 16 juillet 2019 est une éclipse partielle de Lune.

## Visibilité
Cette éclipse est visible sur la plus grande partie de l'Asie, l'Australie, l'Afrique, l'Europe, et l'Amérique du Sud.

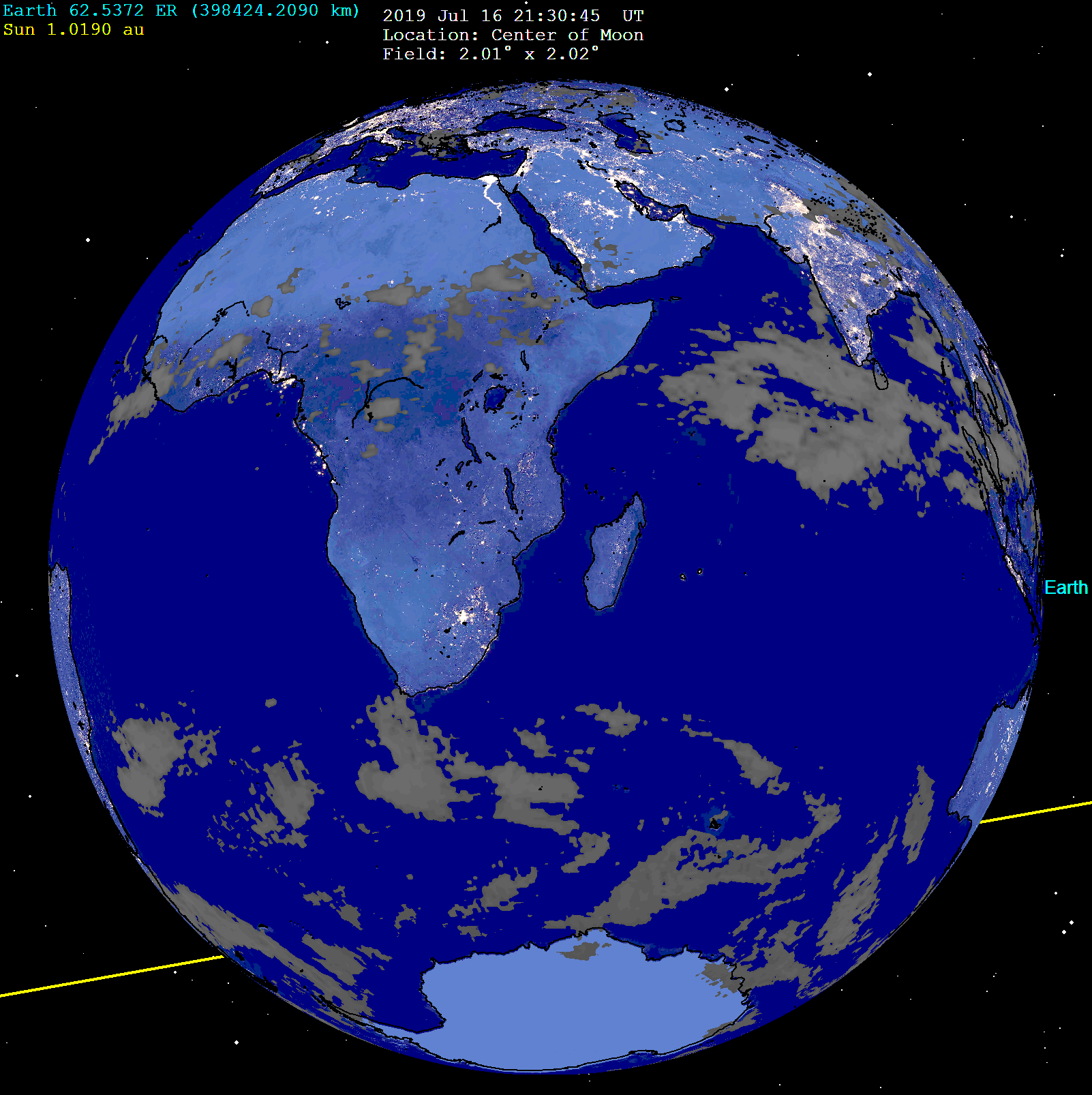
Vue de la Terre à partir de la Lune
durant le maximum de l'éclipse.

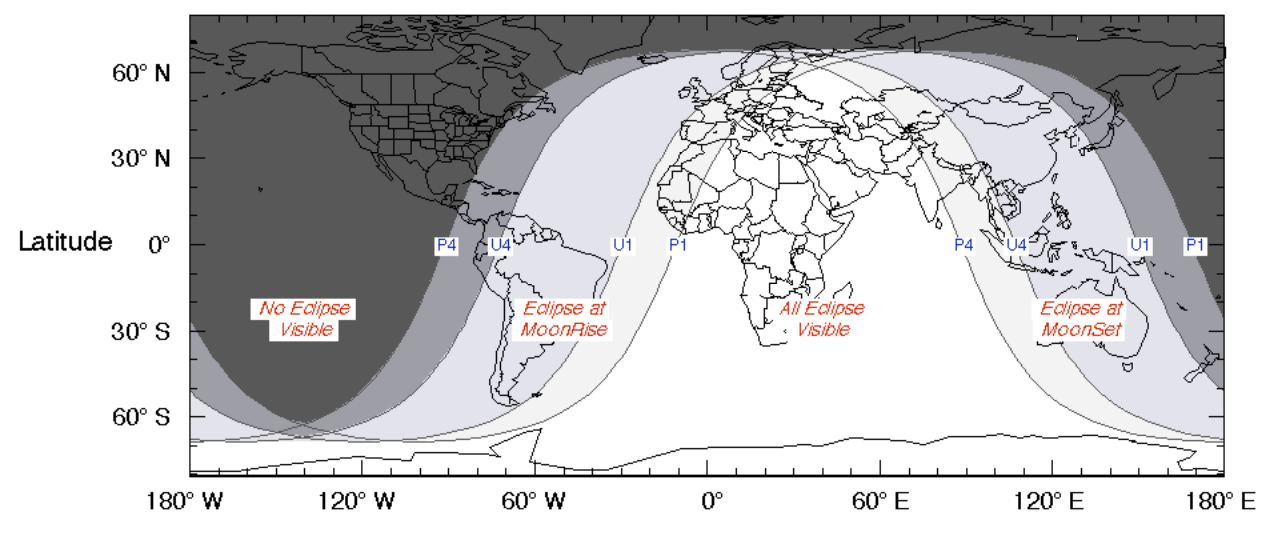
Carte mondiale de visibilité de cette éclipse.

## Images

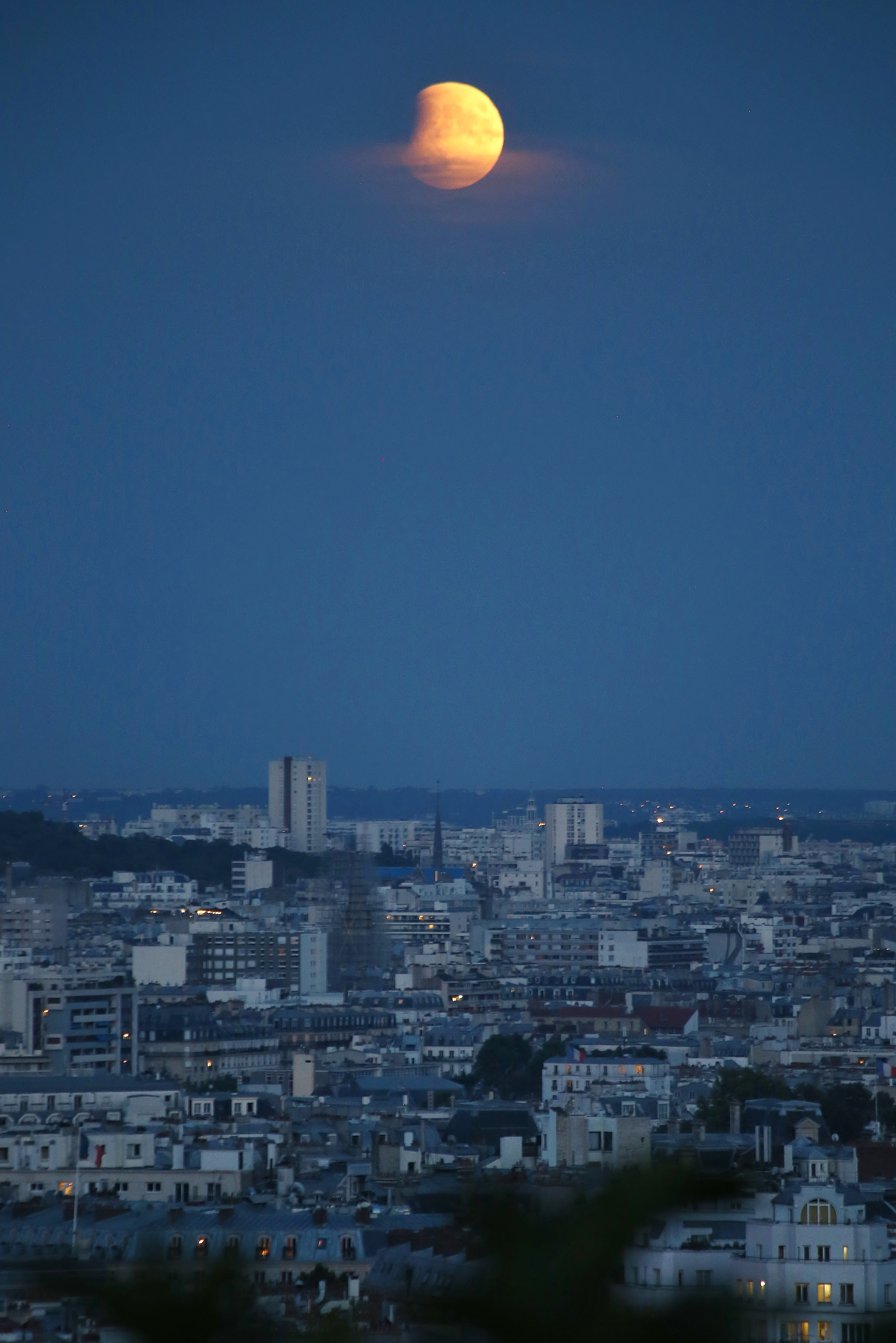
L'éclipse peu après le lever de la Lune, vue depuis Montmartre (Paris, France).
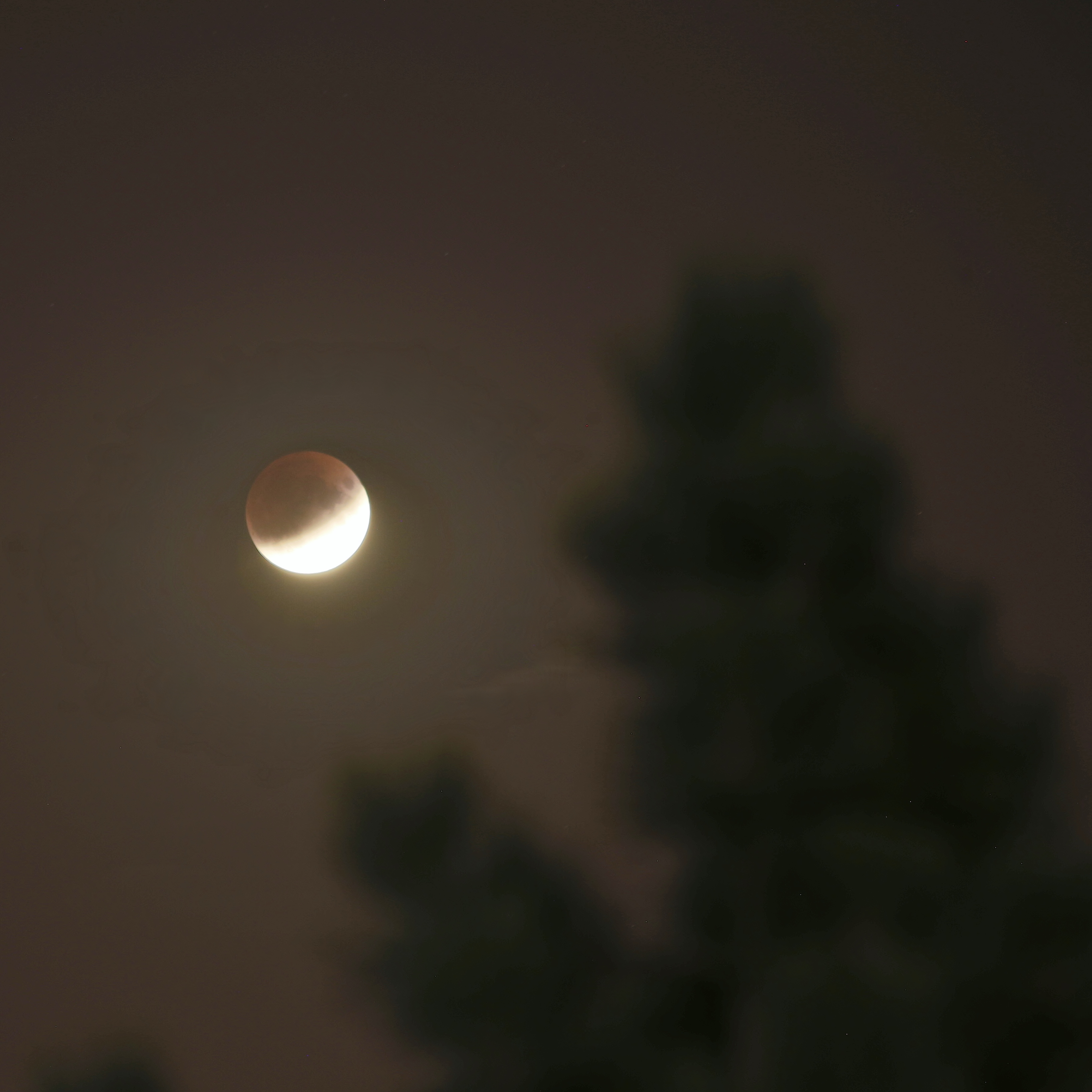
Phase maximale de l'éclipse, vue de Paris (France).
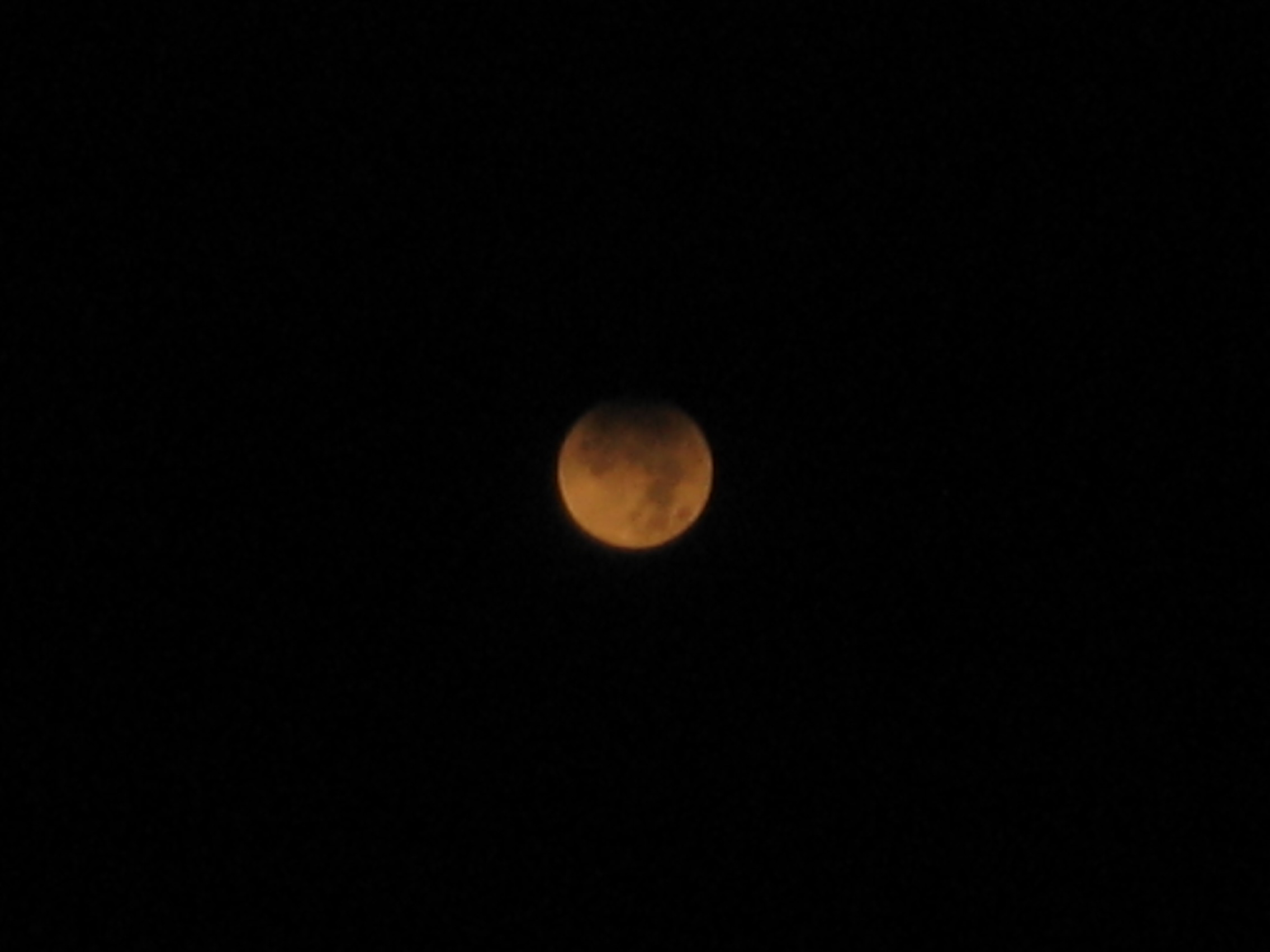
Vue de Hefei (Chine), peu avant l'étape partielle.
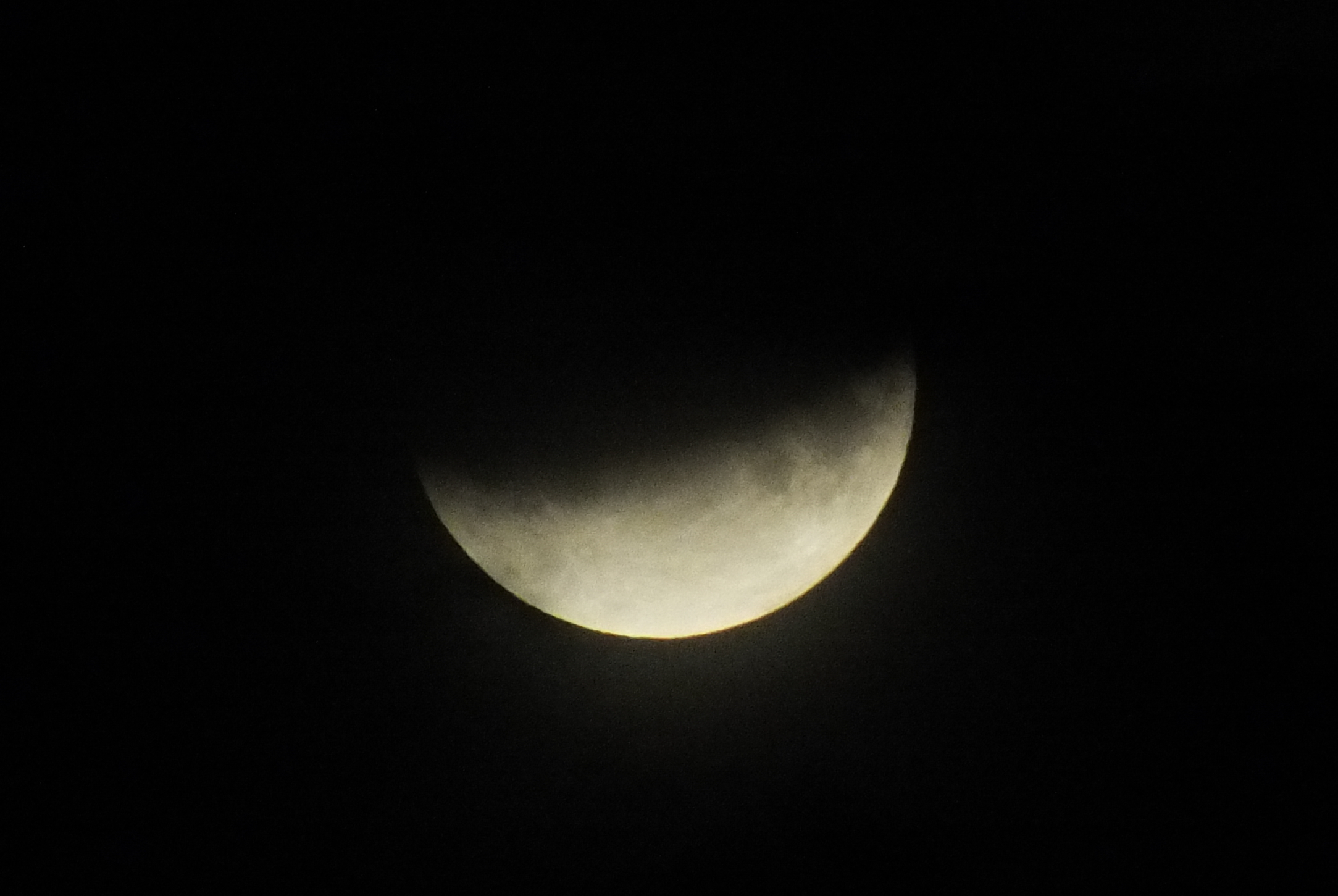
Vue de Moscou (Russie), peu avant l'éclipse maximale.
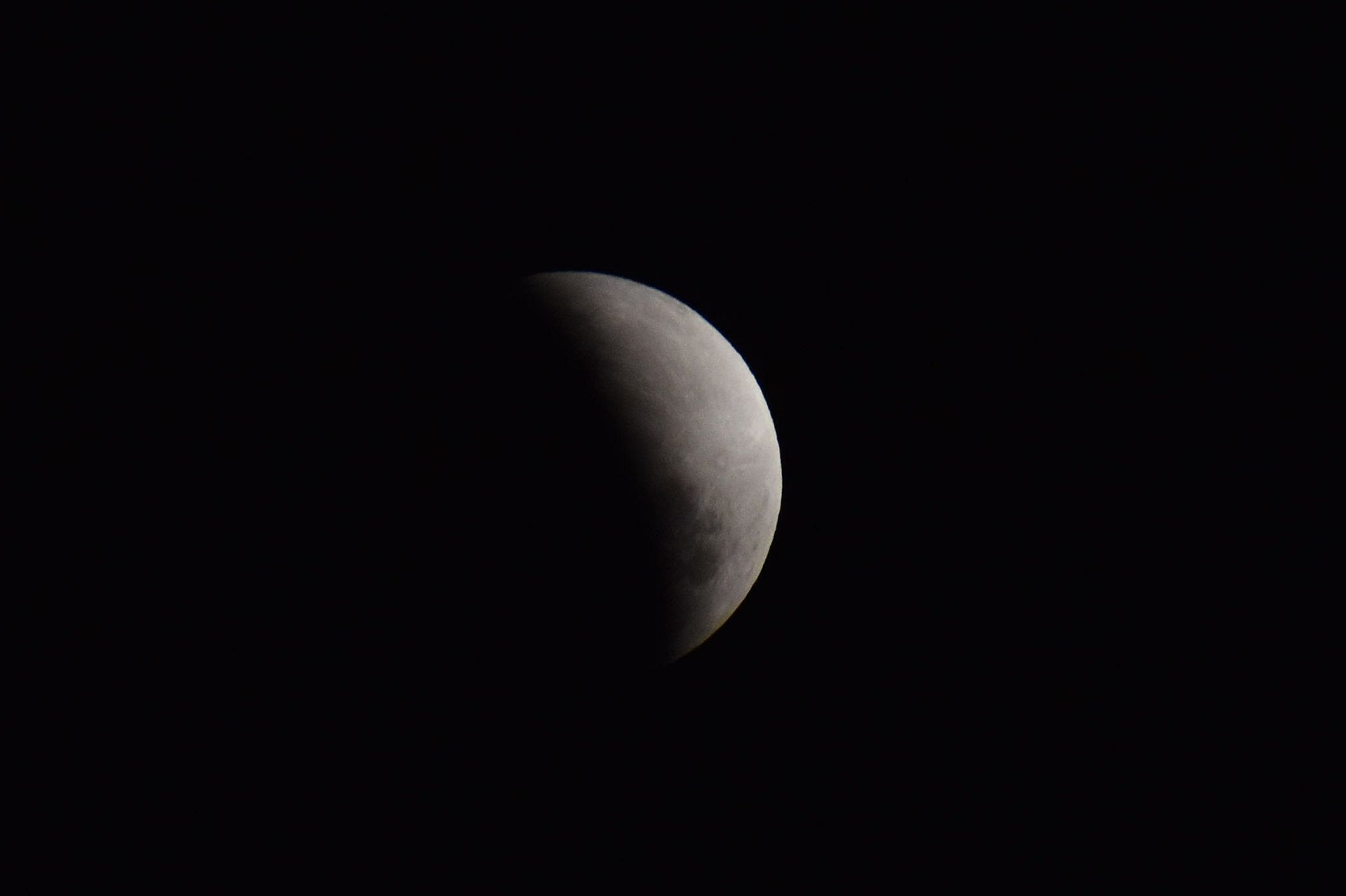
Vue de La Plata (Argentine), peu après l'éclipse maximale.